# Australian Idol

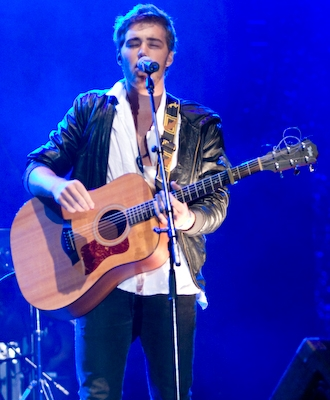
Matt Corby, finalista de Australian Idol 2007

Australian Idol es la versión australiana del programa buscatalentos de la televisión británica Pop Idol. Es muy similar al formato de American Idol. Es un concurso de talentos para encontrar un nuevo cantante pop y es conducido por Andrew G y James Mathison. Es transmitido por Network Ten. La primera temporada comenzó el 27 de julio de 2003, y terminó el 19 de noviembre. La primera temporada la ganó Guy Sebastian por delante de Shannon Noll mientras que en la temporada de 2004 Casey Donovan venció por sobre Anthony Callea. La temporada 2005 la ganó Kate DeAraugo por encima de Emily Williams. La temporada 2006 finalizó el domingo 26 de noviembre y resultó vencedor Damien Leith por sobre Jessica Mauboy. La quinta temporada comenzó el 5 de agosto de 2007 y finalizó el 26 de noviembre de 2007 resultando ganadora Natalie Gauci sobre Matt Corby. Actualmente se están haciendo las audiciones para la sexta temporada que comenzará en agosto de 2008.

## Información
Australia Idol buscó descubrir cantantes jóvenes con promesas de Australia a través de una serie de audiciones a nivel nacional. Los resultados de las últimas etapas de esta competencia fueron determinados por votación del público.

### Historia
En sus siete temporadas, la serie se ha visto una variedad de jueces y presentadores. El ganador, subcampeones, los jueces y los anfitriones de Australian Idol son:
| Año  | Ganadores     | Segundo lugar  | Jurado                                                                       | Presentador                               |
| ---- | ------------- | -------------- | ---------------------------------------------------------------------------- | ----------------------------------------- |
| 2003 | Guy Sebastian | Shannon Noll   | Mark Holden Marcia Hines Ian Dickson                                         | Andrew G James Mathison                   |
| 2004 | Casey Donovan | Anthony Callea | Mark Holden Marcia Hines Ian Dickson                                         | Andrew G James Mathison                   |
| 2005 | Kate DeAraugo | Emily Williams | Mark Holden Marcia Hines Kyle Sandilands                                     | Andrew G James Mathison                   |
| 2006 | Damien Leith  | Jessica Mauboy | Mark Holden Marcia Hines Kyle Sandilands                                     | Andrew G James Mathison                   |
| 2007 | Natalie Gauci | Matt Corby     | Mark Holden Marcia Hines Ian Dickson Kyle Sandilands                         | Andrew G James Mathison                   |
| 2008 | Wes Carr      | Luke Dickens   | Marcia Hines Ian Dickson Kyle Sandilands                                     | Andrew G James Mathison Ricki-Lee Coulter |
| 2009 | Stan Walker   | Hayley Warner  | Jay-Dee Springbett Marcia Hines Ian Dickson Kyle Sandilands (Auditions Only) | Andrew G Ricki-Lee Coulter                |

## Reglas
Las audiciones se llevaron a cabo en las principales ciudades Australia para encontrar concursantes cada temporada. Estas audiciones ayudó a encontrar el top 100

### Top 100
Alrededor de 100 personas llegaron a Sydney para competir en el Top 100. La primera tarea en el Top 100 fue el 'Chorus Line', donde 10 personas fueron elegidos al azar para actuar frente a los jueces.} Cada cantó una pieza corta de una canción de su elección. Cuando a los 10 se terminaron de realizar, los jueces escogieron el que los concursantes fueron eliminados. En la fase siguiente, los 100 concursantes fueron puestos al azar en grupos de cuatro y los grupos eligieron una canción de una lista de canciones pop. Se les dio toda la noche a ensayar por lo que sería capaz de realizar mañana siguiente.
Estas actuaciones de grupos fueron criticados por los jueces en general, pero con algunas excepciones. Al día siguiente, cada participante interpretó una canción de su elección, a capella frente a los jueces y todos los demás concursantes. Esa noche concursantes fueron informados individualmente si se llegó a la ronda de semifinales, el Top 24.
En la temporada 1 se fueron a Sydney, Melbourne, Perth, Brisbane y Adelaida. En la temporada 2 se fueron a Melbourne, Tamworth, Canberra, Brisbane, Adelaida, Hobart, Darwin, Perth y Sydney. En Temporada 3 fueron a Brisbane, Melbourne, Perth, Adelaida y Sydney en la temporada 4 fue la misma en la temporada 3 En la 5 ª temporada fue el mismo pero se fueron a Darwin en la temporada 6 es la misma en la temporada 4 En la temporada 7 fue el mismo

## Semifinal
El formato de semifinal ha variado de una temporada a otra. Los formatos para las diferentes temporadas del año fueron:
Temporada 1
Las semifinales de la primera temporada fue de 40 concursantes, que se dividieron en 5 grupos de 8. Los dos concursantes con mayor número de votos y luego avanzó a la final. Al final de los resultados del grupo últimas, una ronda especial comodín se llevó a cabo, donde los 10 concursantes previamente rechazados se les dio una segunda oportunidad para llegar a la final. En este programa especial, otros 2 avanzaría en la final.
Una opción del público y la elección de un juez. Sin embargo, un concursante con el nombre de Daniel Wakefield retiró de la competencia, dejando un puesto vacante en la final 12. Debido a esto, en lugar de sólo una opción pública, el concursante con el mayor número de votos también fue declarado finalista.
Temporada 2 y 3
El número de semifinalistas se redujo a 30. El top 30 se dividieron en 3 grupos de 10, los 3 candidatos más votados de cada grupo avanza a la final 12. El formato de la tarjeta espectáculo salvaje cambiado un poco, ya que era a los jueces que seleccionaron dos para avanzar y el público sólo elegir uno.
En la tercera temporada hubo una wild card  cuando los jueces anunciaron un tercer participante, Roxanne Lebrasse, que también tuvo el segundo número más alto de votos, se incluirían en la final, lo que lo convierte un Top 13.
Temporada 4
Las semifinales ahora constaba de 24 finalistas, con 12 hombres y 12 mujeres. Los participantes luego se dividirían en grupos de seis, con cada grupo de concursantes que consisten en el mismo género. Los dos mejores de cada grupo se haría avanzar a la final. Después de los cuatro grupos habían realizado, ocho concursantes luego iban a ser devueltos para un programa de comodín.Los jueces seleccionaron a tres, mientras que el público eligió uno. Además, en lugar de una ronda semifinal a la semana, todas las semifinales se realizaron en una semana, que se transmite una ronda semifinal el domingo, lunes, martes y miércoles. El espectáculo wild card y los resultados en vivo en el programa del miércoles se emite el domingo siguiente con los resultados mostrado.Esto se hizo para evitar que los concursantes anteriores que llegaron a la final para pasar su tiempo recoger votos para la final de los concursantes próximos y después de practicar sus canciones y recoger votos para su ronda semifinal.
Temporada 5
Mantiene un formato similar al de la temporada anterior, pero había un pequeño cambio en el programa de comodín, cuando los dos primeros de la votación del público sería avanzar,, y los jueces selecciona sólo los dos restantes.
La temporada aún se mantiene un top 24, pero en lugar de todos los grupos formados por el mismo sexo, ahora cada grupo constaba de tres hombres y tres mujeres, con las dos mejores avanzan a la final. El comodín muestran a continuación, utiliza el mismo formato que el de la Temporada 4, donde los jueces seleccionaron tres para avanzar en la final, y el público eligió uno.
Los concursantes que habían hecho previamente el top 24 en las últimas temporadas, pero lamentablemente no se mantuvo en el top 12 no eran elegibles para audicionar para el programa, sin embargo, se anunció que a partir de 2008 la temporada anterior los 24 mejores concursantes sería elegible para otro oportunidad y de audicionar; esto es similar al concepto de Canadian Idol